# Novice on Stilts
Novice on Stilts è un cortometraggio muto del 1908 diretto da Gilbert M. 'Broncho Billy' Anderson.

## Trama
Un giovanotto, dopo aver visto alcuni esperti trampolieri esibirsi in una serie di acrobazie, decide di cimentarsi anche lui in quella difficile arte. Ma, totalmente digiuno di ogni esperienza, provoca sui suoi trampoli una serie di guai in cui - nelle cadute - sono coinvolti belle signore, fruttivendoli, macellai e venditori di piatti, con stoviglie che vanno inesorabilmente in pezzi e polli che scappano starnazzando.

## Produzione
Il film fu prodotto dalla Essanay Film Manufacturing Company.

## Distribuzione
Uscì nelle sale cinematografiche USA il 18 gennaio 1908. Nelle proiezioni, veniva programmato con il sistema dello split reel, accorpato in un'unica bobina con un altro cortometraggio prodotto dall'Essanay, il drammatico A Home at Last.